# Katherine Megan McArthur

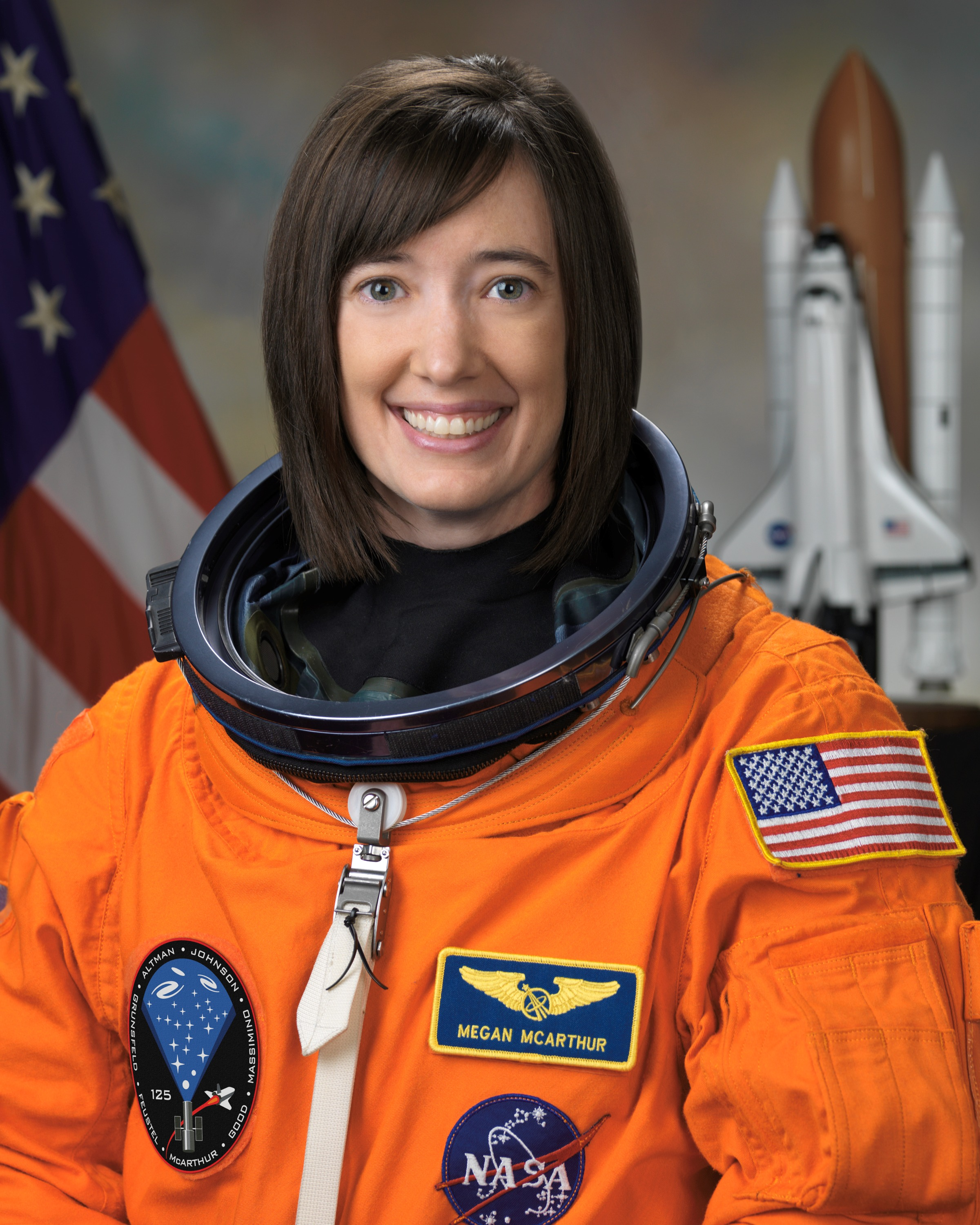
Katherine Megan McArthur (2007)

Katherine Megan McArthur (ur. 30 sierpnia 1971 w Honolulu, stan Hawaje, USA) – amerykańska inżynier i oceanolog, członek korpusu astronautów NASA.

## Wykształcenie oraz praca zawodowa
- 1989 – ukończyła szkołę średnią (St. Francis High School) w Mountain View, stan Kalifornia.
- 1993–2000 – w 1993 została absolwentem University of California w Los Angeles, gdzie uzyskała licencjat z techniki lotniczej i kosmicznej. Później pracowała w Instytucie Oceanografii im. George’a H. Scrippsa przy Uniwersytecie Kalifornijskim w San Diego. Zajmowała się badaniami nad rozchodzeniem się fal dźwiękowych w strefie przybrzeżnej i ich cyfrowym przetwarzaniem. Podczas prac na morzu kierowała badaniami naukowymi. Zajmowała się planowaniem i prowadzeniem operacji podwodnych, rozmieszczaniem sprzętu badawczego oraz zbieraniem próbek osadów dennych. Brała również udział w testowaniu sprzętu do badań pod wodą, a także w zbieraniu i analizie morskiej flory i fauny. Podczas wystawy California Kelp Forest pracowała jako wolontariuszka w akwarium instytutu, gdzie zajmowała się prowadzeniem pokazów dla publiczności.
- 2002 – na Uniwersytecie Kalifornijskim w San Diego otrzymała stopień doktora z oceanologii.

## Praca w NASA i kariera astronauty
- 2000 – 26 lipca została przyjęta do korpusu amerykańskich astronautów (NASA-18(inne języki)) jako kandydat na specjalistę misji. W sierpniu przystąpiła do specjalistycznego szkolenia. Podczas kursu zapoznała się z budową promów kosmicznych i Międzynarodowej Stacji Kosmicznej oraz zaliczyła zajęcia z przetrwania w warunkach ekstremalnych.
- 2002 – zakończyła przeszkolenie podstawowe i została skierowany do Biura Astronautów NASA, do wydziału eksploatacji wahadłowców (Shuttle Operations Branch), gdzie pracowała w laboratorium awioniki wahadłowca (SAIL – Shuttle Avionics Integration Laboratory). Później została przeniesiona do wydziału eksploatacji stacji kosmicznej (Space Station Operations Branch).
- 2004 – była członkiem załogi wspierającej astronautów na orbicie podczas 6-miesięcznej pracy Ekspedycji 9 na ISS. W czasie innych wypraw załogowych była operatorem łączności (CapCom) w centrum kontroli lotu.
- 2006 – 31 października została specjalistą misji w załodze STS-125.
- 2009 – 11 maja wystartowała w kosmos na pokładzie wahadłowca Atlantis do misji STS-125, której zadaniem był remont teleskopu Hubble’a (misja serwisowa HST-SM4).
- 2021 - 23 kwietnia jako pilot statku Dragon podczas misji SpaceX Crew-2 poleciała na Międzynarodową Stację Kosmiczną, gdzie jest członkiem Ekspedycji 65(inne języki).

Stowarzyszenie Uczestników Lotów Kosmicznych (Association of Space Explorers) przyznało jej Universal Astronaut Insignia za lot orbitalny (nr 493).

## Wykaz lotów
| Loty kosmiczne, w których uczestniczyła Katherine Megan McArhur | Loty kosmiczne, w których uczestniczyła Katherine Megan McArhur | Loty kosmiczne, w których uczestniczyła Katherine Megan McArhur | Loty kosmiczne, w których uczestniczyła Katherine Megan McArhur | Loty kosmiczne, w których uczestniczyła Katherine Megan McArhur | Loty kosmiczne, w których uczestniczyła Katherine Megan McArhur | Loty kosmiczne, w których uczestniczyła Katherine Megan McArhur |
| Lp.                                                             | Data startu                                                     | Statek kosmiczny                                                | Data lądowania                                                  | Statek kosmiczny                                                | Funkcja                                                         | Czas trwania                                                    |
| --------------------------------------------------------------- | --------------------------------------------------------------- | --------------------------------------------------------------- | --------------------------------------------------------------- | --------------------------------------------------------------- | --------------------------------------------------------------- | --------------------------------------------------------------- |
| 1                                                               | 11 maja 2009                                                    | STS-125                                                         | 24 maja 2009                                                    | STS-125                                                         | specjalista misji                                               | 12 dni 21 godzin 37 minut                                       |
| 2                                                               | 23 kwietnia 2021                                                | SpaceX Crew-2                                                   | 9 listopada 2021                                                | SpaceX Crew-2                                                   | pilot statku Dragon, inżynier pokładowy ISS                     | 199 dni 17 godzin 43 minuty                                     |
| Łączny czas spędzony w kosmosie – 212 dni 15 godzin 21 minut    |                                                                 |                                                                 |                                                                 |                                                                 |                                                                 |                                                                 |